# A-0 System
A-0 System は、1951年と1952年にグレース・ホッパーが UNIVAC I 向けに開発した、コンピュータ上で動作する世界初のコンパイラである。現代的感覚で言えば、A-0 はコンパイラよりもむしろローダやリンケージエディタに近い。プログラムはサブルーチン呼び出しの羅列で構成される。サブルーチンは数値コードで指定され、そのサブルーチンの引数がサブルーチンコードの後ろに続く形式であった。A-0 System は、そのような記述を機械語に変換する。
A-0 System の後継として、A-1、A-2、A-3（ARITH-MATIC）、AT-3（MATH-MATIC）、B-0（FLOW-MATIC）が開発された。FLOW-MATIC が後のCOBOLのベースとなった。